# Nikólskoie (Penza)
Nikólskoie - Никольское (rus) és un poble a l'óblast de Penza. Rússia. El 2010 tenia 325 habitants.